# Russell Kirsch

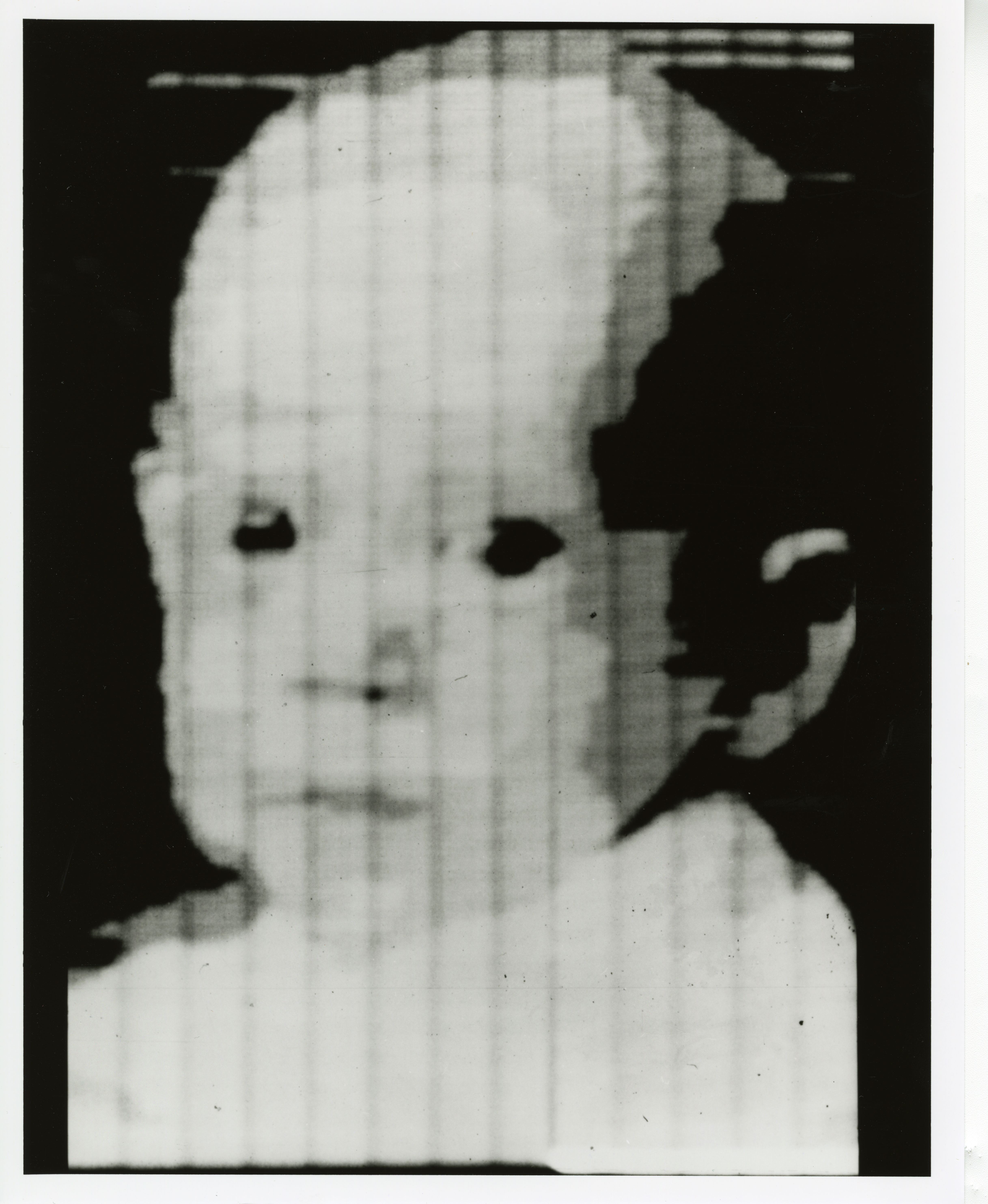
Az első beolvasott fénykép, 1957

Russell A. Kirsch (Manhattan, 1929. június 20. – Oregon, 2020. augusztus 11.) amerikai mérnök, a pixel (képpont) megalkotója, a Nemzeti Szabványügyi Iroda (később Nemzeti Szabványügyi és Technológiai Intézet) alkalmazottja. Ő fejlesztette ki az első digitális képolvasót.

## Életpályája
Manhattanben született zsidó származású családban. Szülei Oroszországból és Magyarországról vándoroltak az Egyesült Államokba. 1946-ban érettségizett egy bronxi középiskolában. 1950-ben tanulmányait a New York Egyetemen kezdte, majd a Harvard Egyetemen, később pedig a Massachusetts Institute of Technologyn folytatta.
1951-ben Kirsch csatlakozott a Nemzeti Szabványügyi Iroda SEAC (Standards Eastern Automatic Computer) munkacsoportjához. A SEAC volt az Egyesült Államok első tároltprogramú számítógépe, amelyet 1950-ben helyeztek üzembe.
1957-ben Kirsch csoportja kifejlesztett egy digitális képolvasót, és elvégezte az első digitális beolvasást. Az első beolvasott fénykép Kirsch háromhónapos fia képe, amely mindössze 30 976 képpontból állt,  176 × 176-os felbontású,  5 cm × 5 cm nagyságú volt. Fekete-fehér kép volt, szürke árnyalat nélkül.  A különféle szkennelési küszöbértékek alapján készített több szkennelés kombinálásával szürkeárnyalatos képet is lehetett kapni.
Később Kirsch a Sturvil Corporation kutatási igazgatója lett, és tanácsadó szerkesztője az IEEE (Institute of Electrical and Electronics Engineers) intézetnek. A Languages of Design folyóirat szerkesztője is volt. 
A Life magazin 2003-ban a Kirsch kisfiáról beolvasott képét besorolta a "100 fénykép, amely megváltoztatta a világot" közé. Az eredeti kép a Portland Művészeti Múzeumban található. Bár Kirsch nem dolgozott a NASA-nál, találmánya az űrkutatás szempontjából döntő fontosságú technológiához vezetett, amely lehetővé tette például az Apollo leszállását is a Holdra. Számos orvosi fejlesztés (mint például Sir Godfrey Hounsfield CAT-vizsgálata), szintén Kirsch kutatásainak köszönhető.

## Fordítás
- Ez a szócikk részben vagy egészben  a   Russell Kirsch című angol Wikipédia-szócikk fordításán alapul.  Az eredeti cikk szerkesztőit annak laptörténete sorolja fel. Ez a jelzés csupán a megfogalmazás eredetét és a szerzői jogokat jelzi, nem szolgál a cikkben szereplő információk forrásmegjelöléseként.